# Klingeralm
Die Klingeralm, auch Klingalm, ist eine Alm in der Gemeinde Schönau am Königssee.
Der Kaser der Klingeralm steht unter Denkmalschutz und ist unter der Nummer D-1-72-132-96 in die Bayerische Denkmalliste eingetragen.

## Baubeschreibung
Der Doppelkaser der Klingeralm ist ein eingeschossiger, überkämmter Blockbau auf einem Natursteinsockel. Das Flachsatteldach ist mit Legschindeln gedeckt, der Westgiebel ist ebenfalls verschindelt. Die Firstpfette ist bezeichnet mit dem Jahr 1846.

## Heutige Nutzung
Die Klingeralm wird nicht mehr landwirtschaftlich genutzt und ist auch nicht bewirtet. Die Almfläche ist inzwischen fast völlig zugewachsen und der Kaser von Wald umschlossen.

## Lage
Die Klingeralm befindet sich knapp 700 Meter Luftlinie südsüdöstlich und 383 Meter unterhalb des Grünsteins auf einer Höhe von etwa 921 m ü. NN.